# Krut´ky
Krut´ky (ukr. Крутьки) – wieś na Ukrainie, w obwodzie czerkaskim, w rejonie złotonoskim. W 2001 liczyła 1385 mieszkańców, wśród których 3160 jako ojczysty język wskazało ukraiński, 22 rosyjski, 2 białoruski, a 1 inny.

## Urodzeni
- Stepan Ustimenko